# Batalla de la punta Hermea
La batalla de la punta Hermea va ser una batalla de la Primera Guerra Púnica del 255 aC on els romans van enviar una flota de 350 quinquerrems i més de 300 transports per evacuar els seus supervivents, que estaven sent assetjats a Aspis. Els dos cònsols de l'any, Servi Fulvi Petí Nobílior i Marc Emili Paulus, van acompanyar la flota. Van capturar l'illa de Pantel·leria en el camí. Han sobreviscut pocs detalls de la batalla.
Els cartaginesos van intentar oposar-se a l'evacuació amb 200 quinqueremes. Van interceptar els romans davant del cap Hermaeum (el modern cap Bon o Ras ed-Dar), una mica al nord d'Aspis. Els 40 vaixells romans que havien quedat per donar suport a la força de Règul durant l'hivern van sortir d'Aspis per unir-se a la lluita. Els cartaginesos estaven preocupats que estarien encerclats per la flota romana més gran i, per tant, navegaven prop de la costa. No obstant això, els vaixells cartaginesos van ser superats i es van fixar contra la costa, on molts van ser abordats a través del corb i capturats, o obligats a la platja. 114 dels seus vaixells van ser capturats, juntament amb els seus tripulants, 16 d'ells van ser enfonsats. No se sap quantes van ser, si n'hi ha, les pèrdues romanes; la majoria dels historiadors moderns assumeixen que no n'hi havia cap. L'historiador Marc DeSantis suggereix que la manca de soldats que serveixen com a marines als vaixells cartaginesos, en comparació amb els romans, pot haver estat un factor en la seva derrota i en el gran nombre de vaixells capturats.